# Planina, Ljubno
Planina este o localitate din comuna Ljubno, Slovenia, cu o populație de 96 de locuitori.